# وائل النجمي
وائل النجمي كاتب وناقد أدبي ومترجِممصري ومحاضر مركزي بوزارة الثقافة المصريّة. ولُد وائل النجمي في مركز فرشوط بمحافظة قنا في صعيد مصر، وتخرج من قسم اللغة العربية وأدابها في كلية الآداب بجامعة حلوان، وحصل منها على درجة الماجستير في الأدب والنقد. وهو عضو باتحاد كتاب مصر، نُشرت له مقالات في الأدب والنقد بعدد من الصحف والمجلات الثقافية والمواقع الإلكترونية المصرية والعربية منها مجلة الثقافة الجديدة، وموقع الكتابة، وبوابة فيتو، وموقع بالعربية،

## أعماله ومؤلفاته
ألف وائل النجمي العديد من المؤلفات، كما شارك في تأليف عدد من الدراسات النقدية، ومنها:
- تلقي البنيوية في النقد العربي - نقد السرديات نموذجا: صدر عام 2009 عن دار العلم والايمان للنشر والتوزيع بكفر الشيخ.[6]
- متاهة النقد العربى المعاصر: صدر عام 2009 عن دار العلم والايمان للنشر والتوزيع بكفر الشيخ.[7]
- أبحاث التأويلية لدى نصر حامد أبو زيد: تأليف مشترك، وصدر عام 2015 عن دار العين للنشر والتوزيع بالقاهرة.[8]
- نظرية البنيوية بين الوضوح والغموض: صدر عام 2020 عن دار ورقات للنشر والتوزيع بالقاهرة.[9]
- ديوان الليل وآخره، الدراسة النقدية: تأليف مشترك، وصدر عام 2020 عن دار ورقات للنشر والتوزيع بالقاهرة.[10]

## المؤتمرات
شارك وائل النجمي بالعديد من المؤتمرات الأدبية، ومنها:
- المؤتمر الأدبي لإقليم جنوب الصعيد عام 2020.[11]

## الجوائز
حظي الناقد وائل النجمي بتكريم العديد من الجهات، وحصل على عدد من الجوائز الأدبية من أهمها:
- جائزة البحث والنقد من ملتقي الصعيد الثقافي الذي نظمته جمعية أصدقاء أحمد بهاء الدين الثقافية بأسيوط بالتعاون مع الهيئة العامة لقصور الثقافة، وبرعاية محافظة أسيوط، وجامعة أسيوط عام 2012.[12]
- جائزة المركز الثالث من مسابقة إحسان عبد القدوس في فرع النقد الأدبى عام 2013 عن رداسته بعنوان «البنية السردية والإمبريالية».[13]

## روابط خارجية
- مدونة وائل النجمي